# Пушкин от мечтания перешедший к размышлению
Не напрасно, не случайно 

Жизнь от Бога мне дана, 

Не без воли Бога тайной 

И на казнь осуждена.  

Сам я своенравной властью 

Зло из темных бездн воззвал, 

Душу сам наполнил страстью, 

Ум сомненьем взволновал.  

Вспомнись мне, забытый мною, 

Просияй сквозь мрачных дум, 

И созиждется Тобою 

Сердце чисто, правый ум.
Пушкин от мечтания перешедший к размышлению — стихотворение митрополита Филарета, написанное им в ответ на противоречащее христианскому взгляду на мир стихотворение Пушкина «Дар напрасный». Написано от имени самого Пушкина и представляет собой опровержение написанного в стихотворении Александра Сергеевича. Жанр такого опровержения — палинодия, точнее (поскольку стихотворение написано лишь от имени Пушкина) псевдопалинодия. Филарет использовал строки, рифмы и общее построение оригинального стиха Пушкина.

Роль посредницы между поэтом и митрополитом сыграла Елизавета Хитрово. По видимому, именно она познакомила Филарета со стихотворением Пушкина и она же сообщила Александру Сергеевичу о стихотворном послании митрополита. 
 Не напрасно, не случайно 

Жизнь судьбою мне дана, 

Не без правды ею тайно 

На печаль осуждена.  

Сам я своенравной властью 

Зло из темных бездн воззвал, 

Сам наполнил душу страстью, 

Ум сомненьем взволновал.  

Вспомнись мне забвенный мною! 

Просияй сквозь сумрак дум — 

И созиждется Тобою 

Сердце чисто, светлый ум.
При жизни Филарета стихотворение по-видимому не публиковалось (хотя биограф Филарета И. Н. Корсунский утверждает обратное). Тем не менее оно распространялось в виде рукописных копий и было достаточно известно. Первая публикация — в искажённом (по-видимому в ходе многократного переписывания) виде в 1840 году в составе статьи-памфлета, С. Бурачка «Видение в царстве духов». Действие памфлета происходит в царстве мёртвых и стихи Филарета были вложены в уста Гёте, который читает их в назидание Пушкину.
Самостоятельно стихотворение было опубликовано в 1848 году в журнале А. О. Ишимовой «Звёздочка», в эту публикацию также попало несколько ошибок переписчиков, хотя именно этот вариант чаще всего приводится в прессе и по настоящее время (как правило — с исправлением явно несогласованной строки «просияй сквозь мрачных дум»).
Наиболее достоверным, по видимому, является вариант, который опубликовал в 1868 году Н. В. Сушков в своей книге «Воспоминания о жизни и времени святителя Филарета». По словам Сушкова правильный текст ему продиктовал после долгих уговоров сам митрополит, которому тот показал одну из ошибочных копий. Правильность этого текста подтверждает и опубликованный Альтшуллером список, принадлежащий одному из коллекционеров и сделанный одним из придворных Николая I.
В отличие от «исправленного» переписчиками варианта Филарет не называет Бога напрямую, но, вслед за Пушкиным, именует высшую силу судьбою. Во второй строфе Филарет описывает (от первого лица) раскаявшегося Пушкина, который возлагает на себя вину за грех сомнения. В третей строфе поэт обращается с искренней, исполненной надежды, молитвой к Богу.
Стихи митрополита заинтересовали Пушкина, в письме Елизавете Хитрово он писал (на французском языке («Стихи христианина, русского епископа в ответ на скептические куплеты! — это, право, большая удача»), и вскоре, в январе 1830 он, в свою очередь, ответил в 1830 году стихотворением «В часы забав иль праздной скуки», где публично признал правоту священника и свою неправоту.
В православной традиции стихотворение Филарета принято оценивать как акт духовного спасения, а реакцию Пушкина на него — как возвращение на истинный путь веры. Этот эпизод включён в житие канонизированного в 1994 году святителя Филарета, стал одним из сюжетов житийной иконы Филарета и символически изображён на самостоятельной иконе работы современного изографа Зинона. Не столь единодушны литературоведы светские.
Всецело на православной позиции стоит Валентин Непомнящий, который пишет «Это должно было произвести глубочайшее действие на Пушкина… Его расслышали, поняли, ему протянули руку — и откуда! Авторитетнейший иерарх русской церкви — который за богохульство мог испепелить его, а мог и пройти мимо, безнадежно махнув рукой, — услышал его вопль о Помощи, увидел, что человек находится в крайней жажде духовной, снял церковное облачение, оделся в цивильное платье второстепенного стихотворца и, умалившись таким образом, приблизился к нему с увещеванием».